# Împăratul Yao
Yao (Chineza simplificată:尧; chineză tradițională:尧; pinyin: Yao; Wade-Giles: Yao) (2358 - 2258 î.Hr.) a fost un conducător chinez, unul din cei trei Auguști și Cinci Împărați. De asemenea, cunoscut ca Taotang-shi (陶唐氏), el a fost născut Yi Fangxun (伊放勋) sau Yi Qi (伊祁), ca al doilea fiu al împăratului Ku Qingdu (庆都). El este de asemenea cunoscut ca Tang Yao (唐尧).
De multe ori a fost lăudat ca înțelept din punct de vedere moral, Yao cu bunăvoință și eforturile depuse a servit ca model pentru viitorii monarhi chinezi și împărați. Chinezii antici deseori vorbesc de Yao, Shun și Yu ca figuri istorice, precum și istoricii contemporani cred că aceștea pot reprezenta lider-șefi de triburi aliate care au stabilit un sistem unitar și ierarhic de guvernare într-o perioadă de tranziție la societatea patriarhală feudală. În "Cartea de Istorie", una dintre cele cinci cărți clasice, primele capitole încep cu Yao, Shun și Yu.
Conform legendei, Yao a devenit domnitor la vârsta de 20 de ani și a murit la 119 ani, când a trecut la tronul Marii Shun, cărora le-a dat două fiice ale sale în căsătorie.
Din contribuțiile sale, Yao se spune că a inventat jocul de Go, conform relatărilor ca o distracție pentru fiul său Danzhu (丹朱). După trei ani de doliu cutumiar perioada de după moartea lui Yao, Shun numește pe Danzhu ca domnitor, dar oamenii recunosc ca moștenitor legitim numai pe Shun.
Analele Bamboo oferă o altă poveste. Shun se răzvrătește și întemnițează pe Yao și acesta este lăsat să moară. Danzhu este exilat și mai târziu învins de Shun.